# 相沢ゆりか
相沢 ゆりか（あいざわ ゆりか、1999年10月12日 - ）は、日本の女性タレント。チャーム所属。

## プロフィール
- 神奈川県出身。血液型 B型。洋服 150cm[1]。
- 好きなスポーツ アイススケート。趣味 音楽鑑賞。特技 ダンス[1]。

## 出演作品

### テレビ番組
- 極上!!めちゃモテ委員長（テレビ東京）

### 広告
- 「SEIYU」チラシ

### 雑誌
- JSガール（三栄書房）
- Girls★Stage（主婦の友社）
- 読売KODOMO新聞（読売新聞社）
- 月刊カメラマン（モーターマガジン社）
- ファミリーウォーカー（角川マーケティング）
- edu（小学館）

### カタログ
- 湘南ゼミナール「入塾案内」
- 株式会社このみ「2014 CONOMI 卒業式NEWITEMカタログ」

### DVD
- おいも屋予備校 part2『悩みと一緒に夏の暑さも吹き飛ばせ!!』の巻（アイマックス）
- おいも屋予備校 特別編（アイマックス）
- CHARM☆KIDS 冬合宿 2010 サプリメント 次世代新人編（アイマックス）
- CHARM☆KIDS 冬季リーダー合宿2010（アイマックス）
- ジュニアアイドルリング 相沢ゆりか編（アイマックス）
- チャームズトーク（アイマックス）
- ジュニアアイドルリング　藤谷まな編2（アイマックス）
- ジュニアアイドルリング　浜崎姉妹編 小栗その編 持田そら編（アイマックス）
- ジュニアアイドルリング　野々原もか編（アイマックス）
- チャームキッズ クリスマス祭り2010 第1部（アイマックス）
- チャームキッズ クリスマス祭り2010 第2部（アイマックス）
- ジュニアアイドルリング 先輩編　椎名もも 相沢ゆりか（アイマックス）
- EVERYBODY Original Movieclip -エブリバディ オリジナルムービークリップ-（アイマックス）
- ジュニアアイドルリング 相沢ひめか編（アイマックス）

### Blu-ray
- コイビト目線　ゆりかとふたりっきり 目線そらすな、ボクの妹・・・　相沢ゆりか　Blu-ray（アイマックス）
- コイビト目線 ゆりかとふたりっきり 目線をそらすな、ボクの妹・・・ 相沢ゆりか　Part2　Blu-ray（アイマックス）

### 写真集
- 【デジタル写真集】夏季強化合宿2010（アイマックス）
- おえかきっず デジタル写真集（アイマックス）
- 【デジタル写真集】 初服 デジタル写真集 Vol.02（アイマックス）
- 【デジタル写真集】 初服 デジタル写真集 Vol.03（アイマックス）
- 【デジタル写真集】 おいも屋分校2 特別編（アイマックス）
- 82☆B PV撮影密着　CD-R写真集（アイマックス）